# Leonardo Bittencourt (ator)
Leonardo Victor Fernandes Bittencourt (Manaus, 23 de março de 1994) mais conhecido como apenas Leonardo Bittencourt ou Léo Bittencourt, é um ator brasileiro. Estreou como ator na telenovela Malhação: Vidas Brasileiras da TV Globo.

## Biografia
Leonardo Bittencourt nasceu na cidade de Manaus, no Amazonas. Quando criança atuava em peças teatrais da escola e fazia as aulas de teatro que o colégio oferecia.
Em 2013, aos 19 anos, abandonou a faculdade de publicidade em sua cidade natal e mudou-se para a cidade do Rio de Janeiro onde estudou na tradicional Casa das Artes de Laranjeiras (CAL).

## Carreira
Em 2018 obteve o seu primeiro trabalho na televisão na telenovela intitulada Malhação: Vidas Brasileiras na TV Globo. No ano seguinte em 2019, integrou o elenco da série de televisão Segunda Chamada, durante a primeira temporada.
Em 2021 protagonizou dois filmes baseados no Caso Richthofen: O Menino que Matou meus Pais e A Menina que Matou os Pais, em ambos atuando ao lado de Carla Diaz.

## Filmografia

### Televisão
| Ano       | Título                              | Personagem                    | Nota(s)       |
| --------- | ----------------------------------- | ----------------------------- | ------------- |
| 2018–2019 | Malhação: Vidas Brasileiras         | Hugo Rabelo                   |               |
| 2019      | Segunda Chamada                     | Leonardo Queiróz Araújo (Léo) |               |
| 2022      | Sob Pressão                         | Paulo Alves                   | Episódio: "2" |
| 2022      | Temporada de Verão                  | Rodrigo Aires                 |               |
| 2022      | No Mundo da Luna                    | Dante Montini                 |               |
| 2024–2025 | Rensga Hits!                        | Cauã Almeida                  |               |
| 2024–2025 | Mania de Você                       | Rhodes Silva (Rod)            |               |
| 2024      | A Menina Que Matou os Pais: A Série | Daniel Cravinhos              |               |

### Cinema
| Ano  | Título                                   | Personagem       | Notas |
| ---- | ---------------------------------------- | ---------------- | ----- |
| 2021 | A Menina que Matou os Pais               | Daniel Cravinhos |       |
| 2021 | O Menino que Matou meus Pais             | Daniel Cravinhos |       |
| 2023 | A Menina Que Matou os Pais - A Confissão | Daniel Cravinhos |       |
| 2025 | Netlovers                                | Luck             |       |

## Prêmios e indicações
| Ano  | Prêmio     | Categoria                     | Indicação                  | Resultado |
| ---- | ---------- | ----------------------------- | -------------------------- | --------- |
| 2022 | SEC Awards | Melhor Ator Nacional em Filme | A Menina que Matou os Pais | Pendente  |